# 萨拉人
萨拉人是中非的一个跨境民族，多数在乍得南部，构成了那里百分之三十的人口。有人认为萨拉人是一个民族集群，具体包括恩加马人、古拉人(Gula)、卡拉人(Kara)、克雷什人(Kreish)、恩杜卡人等。萨拉人原栖居于尼罗河沿岸东北部，为躲避阿拉伯奴隶主的劫掠而向南流亡。“萨拉”这一名称也来源于阿拉伯人，意为古埃及的太阳神“拉”之子。一说萨拉人女性戴唇盘这种人体装饰的初衷即是使得阿拉伯人感觉厌恶。萨拉人是父系社会，由十二个部落组成。在法国殖民时期萨拉人曾被大量征召用于作战，这种情况一直延续到第二次世界大战。